# Andrea Segre
Andrea Segre (Dolo, 6 setembre 1976) és un director italià de cinema documental i de ficció.

## Biografia[calcitació]
És doctor en sociologia de la comunicació per la Universitat de Bolonya on va impartir classes fins al 2010. És expert en anàlisi etnogràfica de la producció de vídeo i en teoria i pràctica de la comunicació social, especialment en l'àmbit de la solidaritat internacional.
El seu primer documental, Lo sterminio dei popoli zingari, data de 1998, des d'aleshores sempre ha treballat en obres sobre la marginalitat d'ètnies, pobles i cultures: Albània (Ka Drita?, A metà - storie tra Italia e Albania, L'Albania è Donna ). També sobre Àfrica (Dio era un musicista presentada el 2005 a la secció "Giornate degli Autori" a Venècia).
El 2009 va rebre una Menció Especial al Bif&st pel documental Come un uomo sulla terra.
L'any 2010 va dirigir la pel·lícula Il sangue verde, presentada a la 21a edició del Festival de Cinema Africà, Asiàtic i Llatinoamericà de Milà .
El 2012 a Bif&amp;st va guanyar el premi Franco Cristaldi a la millor pel·lícula amb el seu primer llargmetratge Io sono Li (doblada al català amb el títol de La petita Venècia) i el premi Vittorio De Seta al millor documental amb Mare Chiuso, codirigida per Stefano Liberti.
Entre 2013 i 2015 va dirigir el segon llargmetratge La prima neve (2013) i els documentals Indebito (2013), realitzats amb Vinicio Capossela, Come il peso dell'acqua (2014) i I sogni del lago salato (2015).
Entre el 2017 i el 2019 va dirigir el llargmetratge L'ordine delle cose (2017) i els documentals Il pianeta in mare (2019) i Ibi (2017)
Durant la pandèmia de la COVID-19, va rodar el documental Molecole (2020) i el llargmetratge Welcome Venice (2021), protagonitzats per Paolo Pierobon i Andrea Pennacchi, a Venècia.

## Filmografia

### Documentals

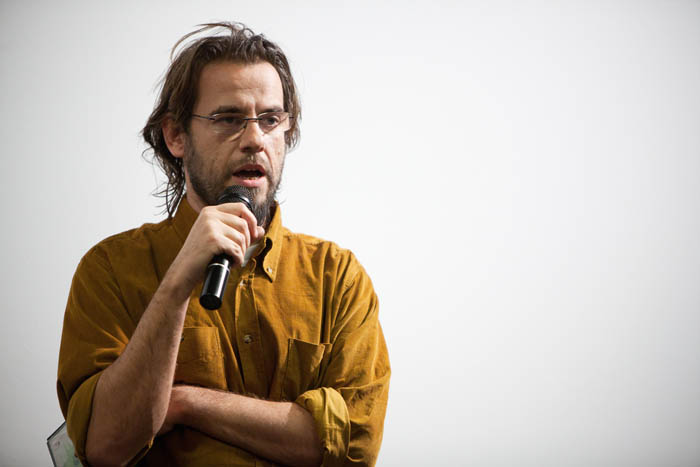
El director durant una presentació de Mare chiuso (2012)

- Lo sterminio dei popoli zingari (1998)
- Berlín '89-'99 - Il Muro nella testa (1999)
- Ka Drita? (2001)
- A metà - Storie tra Italia e Albania (2001)
- Dalle tre alle tre - Il nord-est e il mare (2001)
- Marghera Canale Nord (2003)
- Dio era un musicista, codirigida per Cristina De Ritis i Maddalena Grechi (2004)
- 1 kg di internet (2005)
- Kerchaou.. (2006)
- PIP49 (2006)
- Checosamanca, codirigida per diversos directors (2006)
- La mal'ombra, codirigida per Francesco Cressati (2007)

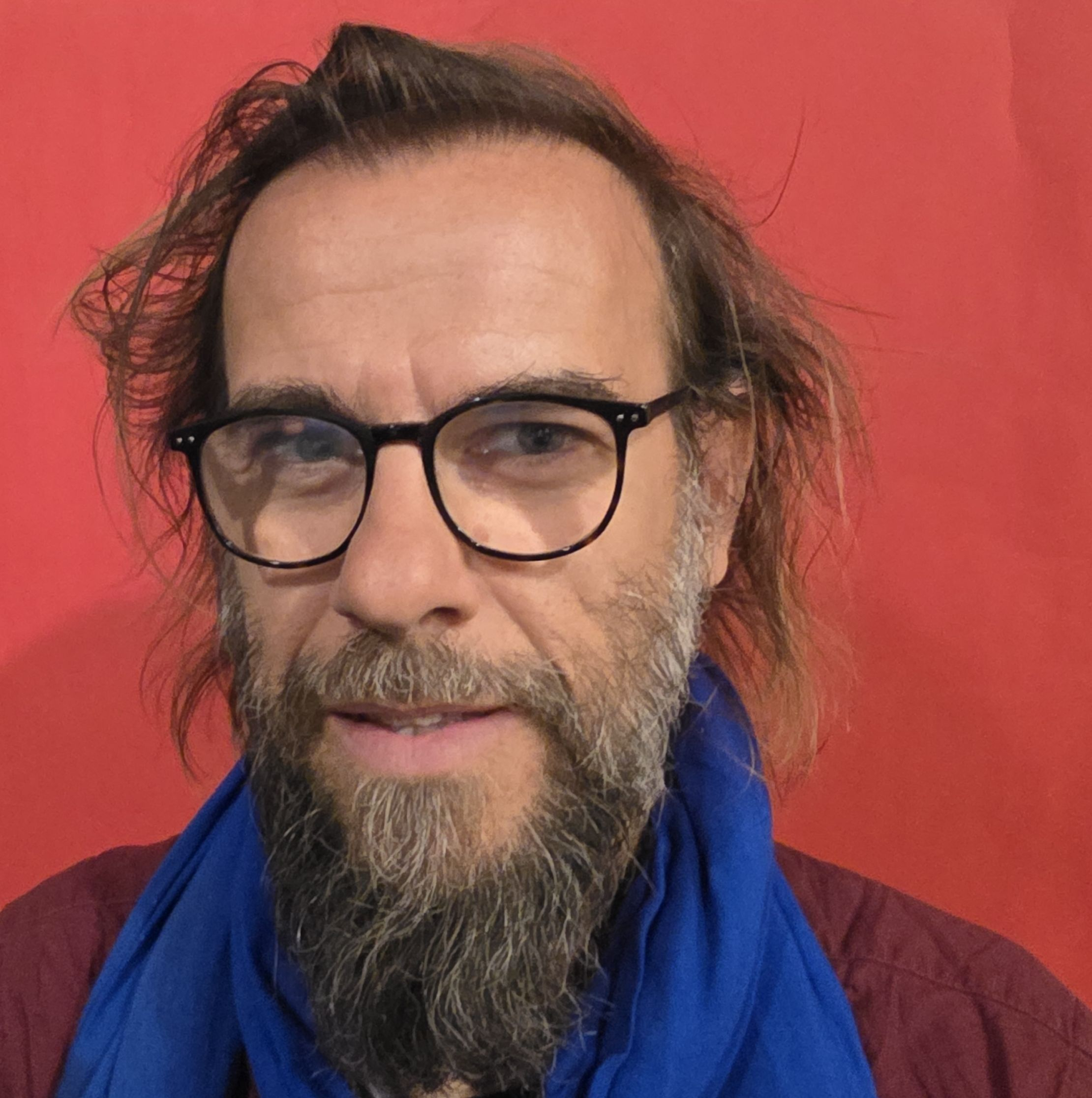
Segre 2025, Zuric

- Come un uomo sulla terra,, codirigida per Dagmawi Yimer (2008)
- Magari le cose cambiano (2009)
- Il sangue verde (2010)
- Mare chiuso,, codirigida per Stefano Liberti (2012)
- Indebito (2013)
- Come il peso dell'acqua (2014)[1]
- I sogni del lago salato (2015)
- Ibi (2017)
- Il pianeta in mare (2019)
- Molecole (2020)
- La Biennale di Venezia - Il cinema al tempo del Covid (2021) – curtmetratge[2]
- Po (2022)

### Llargmetratges
- La petita Venècia (Io sono Li, 2011)
- La prima neve (2013)
- L'ordine delle cose (2017)
- Welcome Venice (2021)
- Berlinguer - La grande ambizione (2024)

## Obres literàries
- FuoriRotta - Diari di viaggio, Marsilio, 2015.